# Jesse Franklin
Jesse Franklin, född 24 mars 1760 i Orange County i Virginia, död 31 augusti 1823 i Surry County i North Carolina, var en amerikansk politiker (demokrat-republikan). Han representerade delstaten North Carolina i båda kamrarna av USA:s kongress, först i representanthuset 1795–1797 och sedan i senaten 1799–1805 samt 1807–1813. Han var guvernör i North Carolina 1820–1821.
Franklin deltog som major i amerikanska revolutionskriget. Han var verksam som jordbrukare i North Carolina. Han återvände till delstatspolitiken i North Carolina efter en mandatperiod i USA:s representanthus. Han efterträdde sedan 1799 Alexander Martin i USA:s senat. Han var president pro tempore of the United States Senate, tillförordnad talman i senaten, från mars till november 1804. Han efterträddes 1805 som senator av James Turner. Franklin tillträdde sedan 1807 på nytt som senator. Han efterträddes 1813 av David Stone.
Franklin efterträdde 1820 John Branch som guvernör i North Carolina. Han efterträddes 1821 av Gabriel Holmes.